# 李ヒョウ
李 檦（り ひょう、? - 564年）は、中国の西魏から北周にかけての武人。李弼の弟。字は霊傑。本貫は遼東郡襄平県。

## 経歴
北魏の太中大夫の李永の子として生まれた。身長は5尺に満たなかったが、性格は果断で、胆気があった。若くして爾朱栄に仕えた。528年、兼別将として従軍して元顥を破り、討逆将軍に任ぜられた。530年、爾朱栄が殺害されると、李檦は爾朱世隆に従って河北に逃れた。爾朱兆に従って再び入洛した。淝城郡男の爵位を受け、都督に転じた。531年、元樹が梁から入国して譙城に拠ると、李檦は行台の樊子鵠に従って元樹を撃破し、右将軍に転じた。
534年、孝武帝が関中に入ると、李檦は大都督の元斌之の下で従軍し、高歓と成皋で戦った。敗れて、元斌之とともに梁に逃れた。梁の武帝により賓客として遇されたが、後に逃げ帰った。535年、西魏の文帝が立つと、撫軍将軍に任ぜられ、晋陽県子に進んだ。まもなく宇文泰の下で帳内都督となった。従軍して弘農を落とし、沙苑で東魏軍を破った。短躯のため、馬に乗ると鞍と甲のあいだに身が隠れるほどであり、小児と侮られたが、果敢な戦いぶりで戦果を挙げて宇文泰を感嘆させた。功績により爵位は公に進んだ。まもなく宇文貴に従って潁川で東魏の将の任祥・堯雄らと戦い、これを破った。長安に召し出されて太子中庶子となった。543年、邙山の戦いに出陣し、持節・大都督に転じた。547年、車騎大将軍・儀同三司に任ぜられた。李弼の下で稽胡を討ち、功績により幽州刺史に任ぜられた。549年、驃騎大将軍・開府儀同三司に上った。552年、趙貴の下で柔然を討ち、功績第一として封山県公に改封された。557年、北周の孝閔帝が即位すると、大将軍に進んだ。559年、豆盧寧の下で稽胡を討ち、勝利をおさめて凱旋した。汝南郡公に進んだ。総管延綏丹三州諸軍事・延州刺史として出向した。564年、延州で死去した。恒朔等五州刺史の位を追贈された。
子がなく、李弼の子の李椿が後を嗣いだ。

## 伝記資料
- 『周書』巻15 列伝第7
- 『北史』巻60 列伝第48